# USS Boyle (DD-600)
DD 600 Boyle (Корабль соединённых штатов Бойл) — американский эсминец типа Benson.
Заложен на ферфи Bethlehem Steel, Quincy 31 декабря 1941 года. Заводской номер: 1518. Спущен 15 июня 1942 года, вступил в строй 15 августа 1942 года.
Выведен в резерв 29 марта 1946 года. Из ВМС США исключён 1 июня 1971 года.
3 мая 1973 года потоплен как цель близ побережья Флориды.